# Ralph Erwin
Ralph Erwin (n. 31 octombrie 1898 la Bielitz, Austro-Ungaria – d. 15 mai 1943 la Beaune-la-Rolande, Franța) a fost un compozitor austriac evreu cunoscut mai ales pentru tangourile sale, printre care se numără și nemuritorul Ich küsse Ihre Hand, Madame. A murit într-un lagăr de concentrare nazist.